# Cadaveria
Cadaveria es una banda italiana formada en Biella, Piamonte, en abril de 2001, creada por los antiguos miembros de Opera IX Cadaveria (vocalista) y Flegias, (alias Marçelo Santos, quien cambió su nombre artístico a su nombre real;baterista).

## Biografía
Cadaveria se forma por la salida de Cadaveria (cantante) y Marcelo Santos "Flegias" de la banda Opera IX, esto en el año 2001. Luego de esto, ambos forman la banda, junto con Frank Booth, Killer Bob y Baron Harkonnen.
La banda firmó con Scarlet Records para su álbum debut en 2002 The Shadows' Madame. Cadaveria y el bajista Killer Bob también cantaban en Dynabyte, un proyecto musical aparte de su banda Cadaveria.
Pero antes de su segundo álbum, Baron Harkonnen se separa de Cadaveria. Far Away from Conformity, es el título de su segundo álbum, lanzado a principios de 2004, fue grabado y mezclado en Capitán Woofer Studios. Durante 2006, Cadaveria trabajó en la composición y producción de su tercer álbum y, en diciembre de ese mismo año, se hace la masterización.
A principios de 2007 Cadaveria se une a Season of Mist, y mayo de ese año lanza el nuevo álbum, titulado In Your Blood: doce nuevas canciones que marcaron un paso adelante en la carrera artística de la banda. En los tres álbumes que ha lanzado, ellos muestran una temática ligada al ocultismo, a la brujería, al paganismo, la oscuridad y al mal.
Algo característico de esta banda es el hecho de que en esta banda el vocalista es una mujer, de hecho es Cadaveria, que de igual forma lo hizo estando con Opera IX, aplicando las voces guturales típicas de una banda de black o doom.

## Discografía

### Álbumes
- 2002: The Shadows' Madame
- 2004: Far Away From Conformity
- 2007: In Your Blood
- 2012: Horror Metal
- 2014: Silence
- 2017: Dominion Of Pain EP
- 2022: Emptiness

## Videografía
- "Spell" - (2002)
- "Circle of Eternal Becoming" - (2002)
- "The Dream" - (2007)
- "Anagram" - (2007)
- "Flowers In Fire" - (2012)
- "Death Vision" - (2012)
- "Strangled Idols" - (2015)
- "Carnival of Doom" - (2016)

## Miembros

### Miembros actuales
- Cadaveria - Voz (DyNAbyte, exmiembro de Opera IX)
- Marçelo Santos "Flegias" - Batería (Necrodeath, exmiembro de Opera IX)
- Dick Laurent - Guitarrista desde 2011
- Peter Dayton - Bajo (Enough to Kill, Necrodeath, ex-Ghostrider, ex-The K, ex-Legion)

### Miembros anteriores
- Baron Harkonnen - Teclados (2001-2003)
- Frank Booth - Guitarra (2001-2016)
- Killer Bob "John" - Bajo (2001-2015)